# Hrabstwo Cortland
Cortland – hrabstwo (ang. county) w stanie Nowy Jork w USA. Populacja wynosi 48 599 mieszkańców (stan według spisu z 2000 r.).
Powierzchnia hrabstwa wynosi 1299 km². Gęstość zaludnienia wynosi 38 osób/km².

## Miasta
- Cincinnatus
- Cortland
- Cortlandville
- Cuyler
- Freetown
- Harford
- Homer
- Lapeer
- Marathon
- Preble
- Scott
- Solon
- Taylor
- Truxton
- Virgil
- Willet

## Wioski
- Homer
- Marathon
- McGraw

## CDP
- Blodgett Mills
- Cortland West
- Munsons Corners
- Virgil